# Artabazo I
Para otros personajes históricos llamados Artabazo, véase Artabazo (desambiguación)
Artabazo (en elamita Irdumasda y en persa antiguo Artavazdâ?) fue un sátrapa persa de la Frigia Helespóntica desde el 477 a. C. hasta 455 a. C.. Pertenecía a una familia noble de la élite, pues su padre, Farnaces, era un personaje notable en la corte de su sobrino, el rey Darío I. Tuvo grandes posesiones en la Frigia Helespóntica. Todos los descendientes de Farnaces (dinastía farnácida) estuvieron siempre muy próximos al rey aqueménida y ligados a este territorio.
Durante la expedición a Grecia del rey Jerjes I, Artabazo estuvo al mando de los arqueros montados. El primer año de campaña trajo éxitos persas: Tesalia y Beocia fueron conquistadas. Sin embargo Jerjes tuvo que volver a Asia por una rebelión de los babilonios, dejando en Grecia sólo un pequeño ejército al mando del general Mardonio. Artabazo era uno de los oficiales menores de Mardonio. Artabazo fue enviado a la península calcídica para tomar Potidea, una ciudad griega que aún no estaba bajo jurisdicción persa, pero no tuvo éxito. Durante la Batalla de Platea en el año 479 a. C., Artabazo estuvo al mando de la reserva y, aunque no pudo evitar la derrota persa, su intervención posterior permitió que una gran parte del ejército se salvara, hecho por el que fue altamente apreciado.
Desde el 477 a. C. fue sátrapa de la Frigia Helespóntica. Es posible que llegara a negociar con el líder de las fuerzas aliadas griegas, el espartiata Pausanias. Como sátrapa fue sucedido hacia el 455 a. C. por su hijo Farnabazo I, del que se conoce poco más que su nombre.
Este Artabazo era probablemente el mismo Artabazo que estuvo involucrado en la guerra entre atenienses y persas en Chipre y en Egipto, y que abrió las negociaciones entre el rey Artajerjes I y los atenienses en el 450 a. C.